# Анчишкин, Владлен Николаевич
Владлен Николаевич Анчишкин (1924, Гришино — 8 апреля 2003, Москва) — советский прозаик, драматург, переводчик.

## Биография
Владлен Анчишкин родился в Покровске (на тот момент Гришино) 29 марта 1924 года. В 17 лет добровольцем ушёл в армию, участвовал в освобождении УССР и Польши, вместе с передовыми танковыми батальонами вошёл в Прагу, штурмовал Берлин. Кавалер пяти боевых орденов, в том числе Александра Невского, Отечественной войны, Красной Звезды.
Получив профессию журналиста, работал собственным корреспондентом «Комсомольской правды» по Кузбассу, затем на два года уехал на Шпицберген.
Первое крупное произведение Анчишкина «Арктический роман» было опубликовано в «Роман-газете» в 1969 году. Оно получило позитивные отзывы читателей и критиков.
Герои «Арктического романа» — люди разных судеб и поколений. Начальник Грумантского рудника Батурин начал свой трудовой путь после гражданской войны, инженер — после Великой Отечественной, а Владимир Афанасьев только вступает в самостоятельную жизнь. В «треугольнике» этих персонажей писатель решает основную проблему своего произведения — о месте человека в обществе и государстве. В романе немало других образов: инженеров, техников, рядовых шахтеров. Роман «Встречный бой» — о войне, о непростой военной судьбе солдата-артиллериста.
Также Анчишкин — автор романа «Встречный бой» (1980), рассказов, публикаций в газетах, журналах и альманахах СССР.
Владлен Анчишкин умер 8 апреля 2003 года. Похоронен в Москве.